# 奥地利大奖赛
奥地利大奖赛是国际汽车联合会分别在1964年，1970年至1987年，1997年至2003年期间举办的一系列F1赛事。時隔11年，奥地利大奖赛于世界一级方程式锦标赛重回赛历，比赛在奥地利施泰爾馬克邦斯皮爾堡的红牛赛道进行。

## 歷史

### 策爾特韋格
1964年，歷史上第一次奧地利大獎賽在策爾特韋格由軍用機場改建的賽道上舉行，但僅僅舉辦了一次。1970年，F1回到奧地利，不過承辦比賽的變成了奧地利賽道，一共舉辦了17年直到1987年。1987年大獎賽結束後放棄了這個比賽場地，直到1997年重新設計、翻新奧地利賽道後，比賽依舊回到了這裡，由贊助商重新命名為A1賽道。

### 機場賽道（1963年–1964年）
1963年在策爾特韋格機場賽道舉辦了一場非大獎賽事，由澳大利亞的傑克·布拉漢姆奪冠。次年舉辦了第一場的奧地利大獎賽，效力於法拉利車隊的義大利人洛伦佐·班蒂尼贏得了他唯一一次的一級方程式大獎賽冠軍。這場比賽是成功的，但是賽道被視為是危險的、狹窄的以及非常顛簸的，此外觀眾也抱怨缺乏觀眾區。國際汽車聯盟便將比賽從一級方程式賽歷中撤除，直到興建好一座合適的賽道。

### 奧地利賽道（1970年–1987年）
從1970年至1987年，大獎賽舉辦於奧地利賽道（也位於策爾特韋格附近）。這條賽道建於風景秀麗的施蒂里亞山，它是一條快速的賽道，彎道速度非常快。在1975年奧地利被指派為歐洲大獎賽，在歐洲每一年只有舉辦一場大獎賽，當時被視為是一個榮譽的指定。這條高速的賽道頗受車手們的好評，以及大獎賽舉辦地相當成功。在這條賽道上的第一場比賽法拉利車隊使用更強大的Flat-12引擎使他們在比賽中快了對手將近10英里每小時的速度，主宰了這場比賽。1971年看瑞士車手乔·希弗尔特駕馭他的不列颠车队賽車以及英國人拿下他的第二座車手冠軍。1975年的大獎賽大雨傾盆且因為美國人马克·多洛修致命的事故而有所汙點，最終由維托里奧·布蘭比拉贏得他職業生涯中唯一的一級方程式大獎賽分站冠軍，當他衝過終點線時發生了碰撞，比賽也因為雨勢加劇而提前結束。1976年身為主場車手的尼基·勞達先前在紐伯林賽道發生慘不忍睹的碰撞因而無法參賽，這場比賽由短期的彭斯克车队英國車手約翰·華生獲得他的生涯第一場一級方程式大獎賽分站冠軍。
1976年Voest-Hugel彎經過些微改變成一個彎而不是兩個；但是在1977年設置了三個減速彎在Voest-Hugel彎，前兩年马克·多洛修在那皆發生了事故。原先賽道中最高速的彎道也因此成為了最慢的彎道。1977年的大獎賽最終由影子賽車車隊的澳大利亞車手阿蘭·瓊斯贏得比賽，就像布蘭比拉和華生一般，這也是他生涯中的第一場分站冠軍。1978年Lotus 79賽車佔據了首排起跑，美國人馬里奧·安德烈蒂第一圈卻在Glatz Kurve發了碰撞，以及他的隊友瑞典人羅尼·彼得森拿下勝利。1979年開始顯現出渦輪增壓引擎在這條高速且高海拔賽道上的優勢。雖說瓊斯又取得了一次勝利，雷諾車隊的讓·皮埃爾·雅布耶與勒內·阿諾在接下來一年的大獎賽仍非常有優勢，雅布耶也取得了這場賽事的勝利。到了1981年看三台渦輪增壓引擎賽車稱霸前排，在比賽中，迪迪埃·皮罗尼駕駛的法拉利賽車有著巨大的力量，加上他驚人的駕駛能力，幫助他與前四名起跑的車手爭奪前三名，隨著比賽的進行，這四台車還是超過了他，其中一名便是贏得比賽的雅克·拉菲特。一場驚人的演出發生在1982年，5台渦輪增壓賽車主窄了排位賽；但是其中四台發生機械故障而退賽，包括在Texaco Bends發生驚人事故的義大利人里卡多·帕特雷斯，還有再領跑數圈後引擎失效的亞倫·保魯斯。在保魯斯退賽後，比賽轉向兩位平分秋色車手間的衝刺，分別是蓮花車隊的義大利人埃里诺·德·安吉利和威廉斯車隊的芬蘭人柯克·羅斯博格。羅斯博格持續地步步逼近德·安吉利，在保魯斯退賽後，羅斯博格僅與德·安吉利相差1.5秒；到了最後一圈，兩位皆未有分站冠軍的車手爭奪著勝利，最終德·安吉利抵擋住羅斯博格，僅以不到半個車身長的距離；0.05秒，贏得了比賽。1984年，勞達駕駛他的麥拉倫終於把勝利留在了主場，接下來的兩場比賽的勝利皆由保魯斯獲得。
但在1987年，這場比賽重新開始了兩次，由於狹窄的維修站發生事故。獲得桿位的車手尼爾遜·畢奇駕駛1,100馬力本田引擎的威廉斯賽車以平均時速159.457英里（255.756公里）獲得亞軍，而他的英國人隊友奈杰尔·曼塞尔則獲得了冠軍。在奧地利賽道，越來越快的速度也是一個日益嚴重的問題；加上這條賽道有著大量的高速彎道，樹木、路堤缺少保護，還有太多次在起跑時發生在狹小維修站的意外，因此這條賽道在的標準下被視為十分的危險。嘗試回歸比賽，但是宣告失敗，最終奧地利大獎賽在一級方程式賽歷上消失了十年。

### A1賽道（1997年–2003年）
在1995年至1996年期間，奧地利賽道進行了翻新，並且在1997年重回了一級方程式賽歷。這條現代化的賽道經由贊助商重新命名為A1賽道，位於施皮爾貝格市區，施皮爾貝格也被定為大獎賽的舉辦地。整條賽道的佈局是由赫爾曼·提爾克所設計，賽道不再如此的長，使彎道更加彎曲，除了Texaco Bends彎（變得更短、更慢）和Hella-Licht減速彎，Flatschach、 Dr. Tiroch彎以及直道的前半部直到Bosch-Kurve彎全部被移除，並由快速、上坡直道的後半部取代。
2002年大獎賽在法拉利車隊命令魯本斯·巴里切羅讓出他的勝利給麥可·舒馬克後，被認定為負面的名聲。
奧地利大獎賽一直是賽歷上的支柱，直到2003年舉辦了最後一次的比賽。

### 紅牛賽道（2014年–至今）
根據2013年7月的報導，紅牛車隊已經與伯尼·埃克萊斯頓達成協議，經過十年在賽歷上缺席後，將恢復奧地利大獎賽。比賽暫定在2014年7月舉辦於红牛赛道（前身為A1賽道，在紅牛買下後重新命名，賽道佈局仍與先前相同）。緊接著在12月6日，官方賽歷正式包含了奧地利大獎賽。

## 賽事名稱
- 奧地利大獎賽（Großer Preis von Österreich）1963、1968
- 奧地利大獎賽（Grosser Preis von Österreich）1964、1986–1987、1997、1999、2014–2017
- 奧地利大獎賽（Grand Prix von Österreich）1970–1972
- 孟菲斯（英语：Memphis (cigarette)）奧地利大獎賽（Memphis Grand Prix von Österreich）1973
- 孟菲斯（英语：Memphis (cigarette)）大獎賽（Memphis Grand Prix）1974–1975
- 雷菲森（英语：Raiffeisen Zentralbank）奧地利大獎賽（Raiffeisen Grand Prix/Großer Preis von Österreich）1976
- Gröbl Möbel奧地利大獎賽（Gröbl Möbel Grand Prix/Großer Preis von Österreich）1977
- 大獎賽（Grand Prix）1978–1979
- 大獎賽（Grand Prix/Großer Preis von Österreich）1980–1981
- 大獎賽（Grand Prix/Holiday Grand Prix）1982–1983
- 大獎賽（Grosser Preis von Österreich/Holiday Grand Prix）1984–1985
- A1（英语：A1 Telekom Austria）奧地利大獎賽（Grosser A1 Preis von Österreich）2000–2002
- A1（英语：A1 Telekom Austria）奧地利大獎賽（A1 Grand Prix von Österreich）2003
- Eyetime奧地利大獎賽（Eyetime Grosser Preis von Österreich）2018
- myWorld奧地利大獎賽（myWorld Grosser Preis von Österreich）2019
- 劳力士奧地利大獎賽（Rolex Grosser Preis von Österreich）2020、2022–2023
- BWT（英语：BWT AG）奧地利大獎賽（BWT Grosser Preis von Österreich）2021
- 卡塔尔航空奧地利大獎賽（Qatar Airways Austrian Grand Prix）2024
- 地中海邮轮奧地利大獎賽（MSC Cruises Austrian Grand Prix）2025

## 冠軍

### 多次奪冠車手
粗體表示該車手現在仍參加世界一級方程式錦標賽

粉紅色背景表示該賽事不屬於一級方程式世界錦標賽
| 次數            | 車手             | 年度                   |
| --------------- | ---------------- | ---------------------- |
| 4               | 馬克斯·維斯塔潘  | 2018、2019、2021、2023 |
| 3               | 喬·希弗爾特      | 1968、1969*、1971      |
| 亞倫·保魯斯     | 1983、1985、1986 |                        |
| 2               | 羅尼·彼得森      | 1973、1978             |
| 阿蘭·瓊斯       | 1977、1979       |                        |
| 米卡·哈基宁     | 1998、2000       |                        |
| 麥可·舒馬克     | 2002、2003       |                        |
| 尼可·羅斯堡     | 2014、2015       |                        |
| 瓦尔特利·博塔斯 | 2017、2020       |                        |

* 與小庫爾特·阿倫斯共同取得冠軍。

### 多次奪冠車隊
粗體表示該車隊現在仍參加世界一級方程式錦標賽

粉紅色背景表示該賽事不屬於一級方程式世界錦標賽
| 次數 | 車隊     | 年度                                     | 年度 |
| ---- | -------- | ---------------------------------------- | ---- |
| 7    | 法拉利   | 1964，1965、1970、1999、2002、2003、2022 |      |
| 7    | 麥拉倫   | 1984、1985、1986、1998、2000、2001、2025 |      |
| 6    | 梅賽德斯 | 2014、2015、2016、2017、2020、2024       |      |
| 4    | 蓮花     | 1972、1973、1978、1982                   |      |
| 4    | 紅牛     | 2018、2019、2021、2023                   |      |
| 3    | 保时捷   | 1966、1968、1969                         |      |
| 3    | 威廉斯   | 1979、1987、1997                         |      |
| 2    | 布拉汉姆 | 1963、1974                               |      |
| 2    | 雷諾     | 1980、1983                               |      |

### 歷屆冠軍

1977年至1987年期間使用的奧地利賽道（包含減速彎）

原始的奧地利賽道，使用於1969年至1976年期間

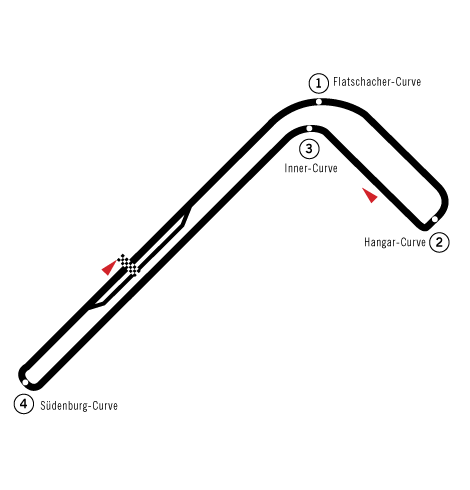
采爾特維克機場賽道，使用於1963年至1964年期間

粉紅色背景表示該賽事不屬於一級方程式世界錦標賽
| 年份        | 車手                        | 車隊              | 賽道               | 報告 |
| ----------- | --------------------------- | ----------------- | ------------------ | ---- |
| 2025        | 兰多·诺里斯                 | 迈凯伦-梅赛德斯   | 紅牛賽道           | 报告 |
| 2024        | 喬治·羅素                   | 梅賽德斯          | 紅牛賽道           | 報告 |
| 2023        | 馬克斯·維斯塔潘             | 紅牛–本田紅牛動力 | 紅牛賽道           | 報告 |
| 2022        | 夏爾·勒克萊爾               | 法拉利            | 紅牛賽道           | 報告 |
| 2021        | 馬克斯·維斯塔潘             | 紅牛–本田         | 紅牛賽道           | 報告 |
| 2020        | 維爾特利·鮑達斯             | 梅赛德斯          | 紅牛賽道           | 報告 |
| 2019        | 馬克斯·維斯塔潘             | 紅牛–本田         | 紅牛賽道           | 報告 |
| 2018        | 馬克斯·維斯塔潘             | 紅牛–豪雅         | 紅牛賽道           | 報告 |
| 2017        | 維爾特利·鮑達斯             | 梅賽德斯          | 紅牛賽道           | 報告 |
| 2016        | 路易斯·漢米爾頓             | 梅賽德斯          | 紅牛賽道           | 報告 |
| 2015        | 尼可·羅斯堡                 | 梅賽德斯          | 紅牛賽道           | 報告 |
| 2014        | 尼可·羅斯堡                 | 梅賽德斯          | 紅牛賽道           | 報告 |
| 2013 – 2004 | 停辦                        | 停辦              | 停辦               | 停辦 |
| 2003        | 麥可·舒馬克                 | 法拉利            | A1賽道             | 報告 |
| 2002        | 麥可·舒馬克                 | 法拉利            | A1賽道             | 報告 |
| 2001        | 大衛·庫塔                   | 麥拉倫–梅賽德斯   | A1賽道             | 報告 |
| 2000        | 米卡·哈基宁                 | 麥拉倫–梅賽德斯   | A1賽道             | 報告 |
| 1999        | 艾迪·厄文                   | 法拉利            | A1賽道             | 報告 |
| 1998        | 米卡·哈基宁                 | 麥拉倫–梅賽德斯   | A1賽道             | 報告 |
| 1997        | 傑克·維倫紐夫               | 威廉斯–雷諾       | A1賽道             | 報告 |
| 1996 – 1988 | 停辦                        | 停辦              | 停辦               | 停辦 |
| 1987        | 奈杰尔·曼塞尔               | 威廉斯–本田       | 奧地利賽道         | 報告 |
| 1986        | 亞倫·保魯斯                 | 麥拉倫–TAG        | 奧地利賽道         | 報告 |
| 1985        | 亞倫·保魯斯                 | 麥拉倫–TAG        | 奧地利賽道         | 報告 |
| 1984        | 尼基·勞達                   | 麥拉倫–TAG        | 奧地利賽道         | 報告 |
| 1983        | 亞倫·保魯斯                 | 雷諾              | 奧地利賽道         | 報告 |
| 1982        | 埃里诺·德·安吉利            | 蓮花–福特         | 奧地利賽道         | 報告 |
| 1981        | 雅克·拉菲特                 | 尼基爾–馬特拉     | 奧地利賽道         | 報告 |
| 1980        | 讓·皮埃爾·雅布耶            | 雷諾              | 奧地利賽道         | 報告 |
| 1979        | 阿蘭·瓊斯                   | 威廉斯–福特       | 奧地利賽道         | 報告 |
| 1978        | 羅尼·彼得森                 | 蓮花–福特         | 奧地利賽道         | 報告 |
| 1977        | 阿蘭·瓊斯                   | 影子–福特         | 奧地利賽道         | 報告 |
| 1976        | 約翰·沃森                   | 彭斯克–福特       | 奧地利賽道         | 報告 |
| 1975        | 維托里奧·布蘭比拉           | 馬爾希–福特       | 奧地利賽道         | 報告 |
| 1974        | 卡洛斯·魯伊特曼             | 布拉汉姆–福特     | 奧地利賽道         | 報告 |
| 1973        | 羅尼·彼得森                 | 蓮花–福特         | 奧地利賽道         | 報告 |
| 1972        | 埃默森·菲蒂帕爾迪           | 蓮花–福特         | 奧地利賽道         | 報告 |
| 1971        | 乔·希弗尔特                 | 不列顛            | 奧地利賽道         | 報告 |
| 1970        | 杰克·埃克斯                 | 法拉利            | 奧地利賽道         | 報告 |
| 1969        | 喬·希弗爾特 小庫爾特·阿倫斯 | 保時捷            | 奧地利賽道         | 報告 |
| 1968        | 喬·希弗爾特                 | 保時捷            | 策爾特韋格機場賽道 | 報告 |
| 1967        | 保羅·霍金斯                 | 福特              | 策爾特韋格機場賽道 | 報告 |
| 1966        | 漢斯·赫爾曼 格哈德·米勒     | 保時捷            | 策爾特韋格機場賽道 | 報告 |
| 1965        | 卡尔·约亨·林特              | 法拉利            | 策爾特韋格機場賽道 | 報告 |
| 1964        | 洛伦佐·班蒂尼               | 法拉利            | 策爾特韋格機場賽道 | 報告 |
| 1963        | 傑克·布拉漢姆               | 布拉汉姆–克萊麥斯 | 策爾特韋格機場賽道 | 報告 |